# Джэксон (округ, Айова)
Джэ́ксон (англ. Jackson County) — округ в США, штате Айова. На 2000 год численность населения составляла 20 296 человек. По оценке бюро переписи населения США в 2009 году население округа составляло 19 728 человек. Окружным центром является город Макокета.

## История
Округ Джэксон был сформирован 21 декабря 1837 года.

## География
Согласно данным Бюро переписи населения США площадь округа Джэксон составляет 1647 км².

### Основные шоссе
- Шоссе 52
- Шоссе 61
- Шоссе 67
- Автострада 62
- Автострада 64

### Соседние округа
- Дубьюк (север)
- Джо-Дейвисс, Иллинойс (северо-восток)
- Карролл, Иллинойс (восток)
- Клинтон (юг)
- Джонс (запад)

## Демография
По данным переписи населения 2000 года в округе проживало 20 296 жителей. Среди них 22,8 % составляли дети до 18 лет, 18,4 % люди возрастом более 65 лет. 50,4 % населения составляли женщины.
Национальный состав был следующим: 98,6 % белых, 0,3 % афроамериканцев, 0,2 % представителей коренных народов, 0,1 % азиатов, 0,9 % латиноамериканцев. 0,7 % населения являлись представителями двух или более рас.
Средний доход на душу населения в округе составлял $17329. 12,5 % населения имело доход ниже прожиточного минимума. Средний доход на домохозяйство составлял $41944.
Также 81,5 % взрослого населения имело законченное среднее образование, а 12,1 % имело высшее образование.